# Shanna Reed
Shanna Reed, nata Shanna Herron (Kansas City, 30 ottobre 1955), è un'attrice statunitense, principalmente conosciuta per il ruolo di Polly Cooper nella serie televisiva Agli ordini papà.
Inizia a lavorare nel mondo dello spettacolo come ballerina, per poi debuttare come attrice nel 1980 nella serie televisiva Texas.
Fra le altre produzioni in cui ha recitato Shanna Reed si possono citare Beverly Hills 90210, Il tocco di un angelo, Cin cin, Magnum, P.I., I Colby, Simon & Simon, Hotel, Supercar, T.J. Hooker, Fantasilandia e Scuola di football.
È stata sposata con l'attore e regista Terrence O'Hara dal 1986 fino al 2022, a seguito della morte di lui, col quale ha avuto un figlio nel 1992.

## Filmografia parziale

### Televisione
- Texas - serie TV (1980-1981)
- Gavilan - serie TV, 1 episodio (1982)
- Bravo Dick (Newhart) – serie TV, episodio 2x09 (1983)
- Casablanca - serie TV, 1 episodio (1983)
- Legs, regia di Jerrold Freedman – film TV (1983)
- Hazzard (The Dukes of Hazzard) – serie TV, episodio 6x01 (1983)
- Per amore e per onore (For Love and Honor) – serie TV, 13 episodi (1983-1984)
- Fantasilandia (Fantasy Island) – serie TV, 2 episodi (1984)
- Master - serie TV, 1 episodio (1984)
- Mike Hammer investigatore privato (Mike Hammer)- serie TV, episodio 2x05 (1984)
- Simon & Simon – serie TV, episodio 4x04 (1984)
- Supercar - serie TV, episodio 2x23 (1984)
- T.J. Hooker – serie TV, episodio 3x16 (1984)
- Braker, regia di Victor Lobl - film TV (1985)
- Dirty Dance Academy (Mirrors), regia di Harry Winer - film TV (1985)
- Hotel – serie TV, episodio 2x14 (1985)
- I Had Three Wives - serie TV, 5 episodi (1985)
- Midas Valley, regia di Gus Trikonis - film TV (1985)
- I Colby (The Colbys) – serie TV, 14 episodi (1986-1987)
- Innocenti paure (Stand Against Fear), regia di Joseph Scanlan – film TV (1996)
- Rattled - Spirali di sangue (Rattled), regia di Tony Randel – film TV (1996)